# Kênh Ngan Dừa – Cầu Sập
Kênh Ngan Dừa – Cầu Sập là một con sông đổ ra Kênh Xáng Cà Mau - Bạc Liêu. Sông có chiều dài 44 km và diện tích lưu vực là km². Kênh Ngan Dừa – Cầu Sập chảy qua các tỉnh Bạc Liêu, Sóc Trăng.